# Promet
Promet je gospodarska djelatnost tercijarnog sektora koja se bavi prijevozom robe i ljudi te prijenosom informacija s jednog mjesta na drugo. Promet sačinjavaju: infrastruktura (ceste, željeznička pruga, aerodromi, luke...), prijevozna sredstva (cestovna vozila, željeznička vozila, zrakoplovi, brodovi...), tehnologija i organizacija. 
Promet se dijeli na kopneni, zračni i vodni promet. U kopneni promet pripadaju cestovni i željeznički promet, a u vodni pripadaju riječni i pomorski promet. Postoji još cjevovodni, poštanski i telekomunikacijski promet.
U Hrvatskoj je najrazvijeniji cestovni promet, a slijedi ga željeznički.
HŽ Putnički prijevoz, Jadrolinija i Croatia Airlines su najveća nacionalna hrvatska putnička prijevoznička poduzeća.

## Vanjske poveznice
- HŽ Putnički prijevoz
- Hrvatske autoceste  Arhivirana inačica izvorne stranice od 8. prosinca 2018. (Wayback Machine)
- Jadrolinija
- Croatia Airlines  Arhivirana inačica izvorne stranice od 7. studenoga 2011. (Wayback Machine)
- Fakultet Prometnih Znanosti - Zagreb  Arhivirana inačica izvorne stranice od 17. lipnja 2006. (Wayback Machine)
- Promet Hrvatska tehnička enciklopedija, portal hrvatske tehničke baštine. LZMK

- Javni gradski promet Hrvatska tehnička enciklopedija, portal hrvatske tehničke baštine. LZMK

- Cestovni promet Hrvatska tehnička enciklopedija, portal hrvatske tehničke baštine. LZMK

- Suvremeni promet Hrvatska tehnička enciklopedija, portal hrvatske tehničke baštine. LZMK

Sestrinski projekti
|  | Zajednički poslužitelj ima stranicu o temi Promet    |
|  | Zajednički poslužitelj ima još gradiva o temi Promet |
|  | Wječnik ima rječničku natuknicu promet               |